# Dethklok
Dethklok es una banda virtual que aparece en el programa de animación de Adult Swim llamado Metalocalypse y además, son una banda real, creada para interpretar música en vivo del género death metal melódico. Ambas bandas fueron creadas por Brendon Small y Tommy Blacha. La música que forma parte de la banda sonora de “Metalocalypse” es realizada por Brendon Small, con la ayuda de otros con los que también compartía presentaciones en vivo y realización de álbumes.

## Carrera
El primer álbum oficial de Dethklok fue lanzado el 25 de septiembre de 2007, titulado The Dethalbum. Este debutó en el puesto número 21 en la lista de álbumes de la revista Billboard.
La banda lanzó el 29 de septiembre de 2009, su segundo álbum titulado Dethalbum II. Para promocionarlo realizó una gira musical junto a Mastodon, High on Fire y Converge. El tercer álbum de la banda, “Dethalbum III” fue publicado el 16 de octubre de 2012. Además, la banda sonora del episodio especial de “Metalocalypse”, el “Doomstar Requiem fue lanzado el 29 de octubre de 2013. 

## Contenido de ficción
En la serie Metalocalypse, Dethklok es representado como una banda de death metal muy popular y exitosa. La banda tiene un gran grupo de millones de admiradores, que con frecuencia ponen en riesgo su vida para ver a la banda tocar en vivo.  Con su éxito comercial muy extendido y grandes contratos con patrocinadores, Dethklok está calificada como la séptima mayor economía del mundo a finales de la segunda temporada. Acompañado de un grupo antagonista llamado The Tribunal, quienes durante todos los episodios espían al grupo y siguen todas sus acciones, tratando de que los integrantes de la banda, quienes son algo incompetentes, no se metan en líos graves ni tomen malas decisiones.

## Miembros de la banda
Miembros de Estudio:
- Brendon Small: Vocalista, guitarra, bajo y teclados.
- Gene Hoglan: Batería
- Bryan Beller: Bajo

Miembros en vivo
- Brendon Small: Vocalista, guitarra
- Gene Hoglan: Batería
- Bryan Beller: Bajo, coros
- Mike Keneally: Guitarra, coros
- Pete Griffin: Bajo, coros

## Tours
La banda realiza varias giras por los Estados Unidos y Canadá desde el 2007, incluso en algunas presentaciones personifican los personajes de la serie animada, al estilo de la banda Gorillaz. Dethklok realiza estas giras con el apoyo del “Dethalbum III”, acompañados de Machine Head, All That Remains y “The Black Dahlia Murder”, durante noviembre y diciembre del 2012.

## Discografía
En estudio
- 2007: The Dethalbum
- 2009: Dethalbum II
- 2012: Dethalbum III
- 2013: The Doomstar Requiem
- 2023: Dethalbum IV

EPs:
- 2007: Adult Swim Presents: ...And You Will Know Us by the Trail of Dead on Tour with Dethklok (split CD)

Sencillos
- 2007: "Bloodrocuted
- 2009: "Bloodlines"
- 2012: "I Ejaculate Fire"
- 2013: "Blazing Star"